# جيني فيش
جيني فيش (بالإنجليزية: Jenny Fish)‏ هي متزلجة أمريكية، ولدت في 17 مايو 1949 في سترونغسفيل في الولايات المتحدة.

## وصلات خارجية
- جيني فيش على موقع SpeedSkatingBase.eu (الإنجليزية)
- جيني فيش على موقع SpeedSkatingNews.info (الإنجليزية)
- جيني فيش على موقع SpeedSkatingStats.com (الإنجليزية)
- جيني فيش على موقع أوليمبيديا (الإنجليزية)